# هاري براون (كاتب)
هاري براون (بالإنجليزية: Harry Brown)‏‏ (30 أبريل 1917 في بورتلاند، مين - 2 نوفمبر 1986 في لوس أنجلوس) كاتب سيناريو، وروائي، وشاعر من الولايات المتحدة.

## الجوائز
- جائزة الأوسكار لأفضل كتابة "سيناريو مقتبس"

## روابط خارجية
- هاري براون على موقع IMDb (الإنجليزية)
- هاري براون على موقع ألو سيني (الفرنسية)
- هاري براون على موقع أول موفي (الإنجليزية)
- هاري براون على موقع قاعدة بيانات برودواي على الإنترنت (الإنجليزية)
- هاري براون على موقع قاعدة بيانات الأفلام السويدية (السويدية)
- هاري براون على موقع قاعدة بيانات الفيلم (الإنجليزية)
- هاري براون على موقع كينوبويسك (الروسية)